# Politico
Politico — американська медіа-організація в галузі політичної журналістики, що базується в Арлінгтоні, штат Вірджинія, охоплює теми політики й урядування в Сполучених Штатах Америки і на міжнародному рівні. Контент поширюється через телебачення, Інтернет, газету The Politico та радіо. Теми охоплюють Вашингтон, включаючи Конгрес США, лобіювання, ЗМІ та президентську гілку.
Джон Ф. Гарріс і Джим ВандеХей полишили The Washington Post, щоб стати відповідно головним редактором і відповідальним редактором газети The Politico, запуск якої відбувся 23 січня 2007. Фредерік Дж. Райан-молодший був першим президентом і CEO. Роберт Л. Олбрайтон є засновником і видавцем. У жовтні 2013 Джим ВандеХей, який віддавна є редактором The Politico, обійняв пост CEO і президента. У 2015 році Politico запустила в Брюсселі європейське видання під назвою Politico Europe.

## Власність, поширення і зміст

The Politico за 15 лютого 2007

Газета виходить накладом близько 40 000, поширюється безкоштовно у Вашингтоні (округ Колумбія) та на Мангеттені. Газета друкує до п'яти випусків на тиждень у час, коли Конгрес знаходиться на сесії, та іноді публікує один випуск на тиждень, коли Конгрес на канікулах. Розміщується реклама, в тому числі повна сторінка оголошень про купівлю-продаж від торговельних об'єднань і велика секція з пропозиціями заробітку у Вашингтоні.
Politico є партнером кількох новинних агентств, які разом готують репортажі та поширюють відео, друкований, аудіо контент. До числа партнерів уходять CBS News, афілійована з ABC станція WJLA і кабельний канал NewsChannel 8, що належать Allbritton Communications, радіостанція WTOP-FM і сервіс Yahoo! News, який оглядає вибори.
Журналісти, які висвітлюють для Politico політичні кампанії, пересуваються з відеокамерами до кожного завдання і їх заохочують працювати віддалено. Хоча Politico прагне зламати традиційну журналістську модель, там орієнтуються на отримання основної частини прибутку перш за все від газетної реклами, орієнтованої на Вашингтон. Серед репортерів, які працюють на Politico, Майк Аллен, Джон Бреснахан, Керрі Будофф Браун, Алекс Бернс, Ділан Байєрс, Джош Ґерштейн, Ендрю Ґласс, Даррен Гуд, Меггі Хаберман, Джеймс Хоманн, Анна Палмер, Ману Раджу, Дар'я Найт, Луї Романо, Даррен Самуельсон, Джейк Шерман, Гленн Треш, Кеннет Фогель і Бен Вайт. Роджер Саймон став головним політичним оглядачем The Politico у грудні 2006. У 2010 році до The Politico приєдналися два колумністи — Майкл Кінслі і Джо Скарборо.
У статті 2007 року прогресивістська спостережна група Media Matters for America звинуватила The Politico в «республіканському ухилі». Головний редактор Джон Ф. Харріс у листі до виконавчого редактора Джима ВандеХея, старшого політичного редактора Бена Сміта і головного політичного оглядача Майка Аллена нагадав своїм колегам, що вони прийшли у The Politico зі здебільшого «традиційних новинних організацій», де вони працювали раніше, з наміром бути більш прозорими. Враховуючи це, він закликав своїх колег до чесної оцінки претензій, викладених у статті Media Matters. Бен Сміт відповів: «У Media Matters є пункт: …that Bush's public endorsement made us seem too close to the White House. That was clearly a favor from the president to us (albeit a small one), and felt to me like one of those clubby Beltway moments that make the insiders feel important and the outsiders feel (accurately) like outsiders». Інші первинні редактори не погодилися з загальним обвинуваченням із цілої низки причин, а деякі вказували на звинувачення у ліберальному ухилі з іншого боку політичного спектра. У 2011 і 2012 роках The Daily Caller і Breitbart.com опублікували історії, в яких говорять, що Politico.com має ліберальний ухил.
У вересні 2008 Нью-Йорк Таймс повідомив, що Politico розширить свою присутність на медіа-ринку після президентських виборів 2008 року: «Наступного дня після виборів [Politico] додасть репортерів, редакторів, веброзробників та інших співробітників, розширить тираж своєї газети у Вашингтоні, а також почне друкуватися частіше».
У профайлі організації за 2009 рік у Vanity Fair повідомляється, що The Politico на той час мало редакторський колектив у 75 осіб і загальну чисельність персоналу 100 осіб. Наклад газети близько 32 000 і станом на літо 2009 року вебтрафік становив приблизно 6.7 млн унікальних відвідувачів на місяць. Це менше, ніж 11 млн, які були у найвищій точці виборчої кампанії, однак більшість політичних новинних агентств мають нижчий трафік у роки без виборів. Станом на липень 2009 річний дохід очікувався у розмірі близько $15 млн — в основному від друкованої продукції, що достатньо для того, щоб залишатися платоспроможним.

## Регіональні видання
У вересні 2013 Politico придбало новинний сайт Capital New York, у якому діяли окремі відділи, що охоплювали Флориду і Нью-Джерсі. Журнал запустив свою онлайн-версію в листопаді 2013. Навесні 2015 Politico оголосило про намір ребрендингу каналів регіональної інформації зі своїм ім'ям (Politico Florida, Politico New Jersey, Politico New York), що мало відбутися до літа 2015 року.

### Глобальне поширення
У вересні 2014 Politico створило спільне підприємство з німецьким видавцем Axel Springer SE, щоб видавати власне європейське видання, засноване в Брюсселі. У грудні 2014 СП оголосило про придбання Міжнародного Інституту Розвитку (Development Institute International), провідного французького контент-провайдера, а також European Voice, європейської політичної газети, яка повторно запускалася під брендом Politico. Виконавчим редактором європейського видання є колишній член редакції Wall Street Journal Метью Камінські. Politico Europe дебютував у друку 23 квітня 2015 року. Серед репортерів, які працюють на нього, є Райан Хіт, Тара Палмері та Метью Карнішинґ (головний кореспондент Politico в Європі, Берлін).